# Клагенфурт (хоккейный клуб)
«Кла́генфурт» (нем. Klagenfurter Athletiksport-Club) — австрийский хоккейный клуб из города Клагенфурт, наиболее титулованный клуб Австрии.

## История
Хоккейная команда при клубе «Клагенфурт» существует с 1923 года. В 1928 году была построена открытая ледовая арена с деревянными трибунами. В сезоне 1933/34 года «Клагенфурт» впервые выиграл чемпионат, положив конец гегемонии венских клубов. Рейнгольд Эггер стал первым хоккеистом с периферии, привлеченным в сборную. Во время войны погибло 5 хоккеистов довоенного состава.
В сезоне 1959/60 была создана новая ледовая арена, используемая и сейчас. В том же сезоне появились первые легионеры, положившие начало золотого века клуба.
С тех пор, как клуб начал тренировать Р.Эггер, заиграли такие звезды, как Зепп Пушниг, Герд Шагер, Герхард Фельферниг, Вальтер Поссарниг, Антон Кенда. Ворота защищал вратарь сборной — Карл Прегль. В команде играли также иностранцы — Адольф Тамбеллини и Адальберт Сент-Джон. В 1964—1980 годах клуб из Клагенфурта 15 раз становился чемпионом, лишь дважды уступив лидерство команде из Граца. В конце 1960-х клуб трижды играет в полуфинале Кубка европейских чемпионов (1966, 1967, 1968), а в 1969 году лишь в финале проигрывает армейцам Москвы.
В середине 1970-х годов клуб тренирует советский специалист — Ю. Н. Баулин. А в нападении играли Игорь Дмитриев и Виктор Цыплаков
В 1980-х годах в клубе играют Томас Циян, Рудольф Кёниг, Герберт Пёк, Бьёрн Скааре, Эдвард Леблер, Юкка Порвари, Билл Джиллиган.
В 1997—1999 годах в клубе играет россиянин Дмитрий Квартальнов и украинец Игорь Чибирёв.
Начало века: Даниэль Вельзер, Томас Пок, Дитер Кальт, Томас Кох, Герд Прохазка, Эндрю Вернер, Матс Уолтин, Ханнес Энценхофер, Дэн Клоутье, Майк Сикленка защищают цвета клуба из Клагенфурта.
Во время локаута в НХЛ 2012-13, за Клагенфурт играли Сэм Ганье, Тайлер Майерс, а также несколько матчей провёл Эндрю Коглиано.

## Титулы
- Австрийская хоккейная лига
  -  (31 титул): 1934, 1935, 1952, 1955, 1960, 1964, 1965, 1966, 1967, 1968, 1969, 1970, 1971, 1972, 1973, 1974, 1976, 1977, 1979, 1980, 1985, 1986, 1987, 1988, 1991, 2000, 2001, 2004, 2009, 2013, 2019
  - : 1959, 1961, 1978, 1982, 1983, 1990, 1996, 1997, 1998, 1999, 2005, 2011, 2012
  - : 1962, 1963, 1975, 2002